# The Rebel Media
The Rebel Media es un medio de comunicación y un canal de noticias canadiense, que emite en Internet, y que realiza comentarios sociales y políticos en línea. Fue fundado en febrero de 2015 por el ex presentador del canal de noticias Sun News Network, Ezra Levant y por el periodista Brian Lilley, después de que fuera cerrado el canal de noticias Sun News Network.

## Historia
The Rebel Media transmite su contenido informativo a través de su canal de YouTube de The Rebel Media, y en el sitio web de The Rebel Media. El proyecto hasta cierto punto imita el servicio de suscripción del locutor y comentarista de radio estadounidense conservador Glenn Beck en el sitio web The Blaze.  El ex-corresponsal parlamentario del canal de noticias Sun News Network Brian Lilley y la ex periodista de SNN Marissa Semkiw, se unieron a The Rebel Media. El ex-presentador de SNN, Michael Coren, estuvo involucrado en el proyecto, pero lo abandonó después de una semana. El periodista de extrema derecha Gavin McInnes también contribuyó con el proyecto. Ezra Levant argumentó que su producción en línea no se vería afectada por las dificultades regulatorias y de distribución experimentadas por Sun News Network y que los menores costos de producción harían que el servicio fuera más viable. Una campaña de micromecenazgo recaudó 100 000 dólares canadienses para el proyecto.
En el verano de 2015, el canal liderado por Levant inició una campaña de boicot a Tim Hortons, una cadena de cafeterías canadienses, después de que exhibiera carteles publicitarios de la empresa Enbridge en sus tiendas, debido a las quejas de los clientes opuestos a un oleoducto que el anuncio apoyaba. En agosto de 2015, The Rebel Media, se convirtió en uno de los mil sitios web canadienses más importantes. En enero de 2016, el sitio web ocupaba el puesto 26 534 en el mundo y el puesto 748 en Canadá, según Alexa Internet.
Rebel News transmite su contenido solo en la red de Internet y ha sido comparado con el canal Breitbart News en los Estados Unidos. Se ha descrito a The Rebel News como parte del movimiento de la derecha alternativa.
La ex-reportera de Sun News, Faith Goldy, se unió a The Rebel News después de su lanzamiento, pero fue despedida por su cobertura de la manifestación de la Manifestación Unite the Right, que tuvo lugar en Charlottesville, Virginia, y por realizar una entrevista periodística con The Daily Stormer. Un cofundador y dos trabajadores independientes renunciaron en protesta por la cobertura del evento. Gavin McInnes, uno de los fundadores de la organización de extrema derecha Proud Boys, colaboró con el medio. Sin embargo, McInnes se fue del proyecto en 2017, y posteriormente se reincorporó al sitio web por un breve período de tiempo en 2019. En medio de las elecciones federales canadienses de 2021, el Primer ministro de Canadá Justin Trudeau, acusó a The Rebel News de difundir desinformación, especialmente con respecto a las vacunas y al virus COVID-19. Asimismo, el sitio de noticias The Rebel News ha promovido la negación del cambio climático y forma parte del movimiento contrayihad.